# Observatorio Maria Mitchell

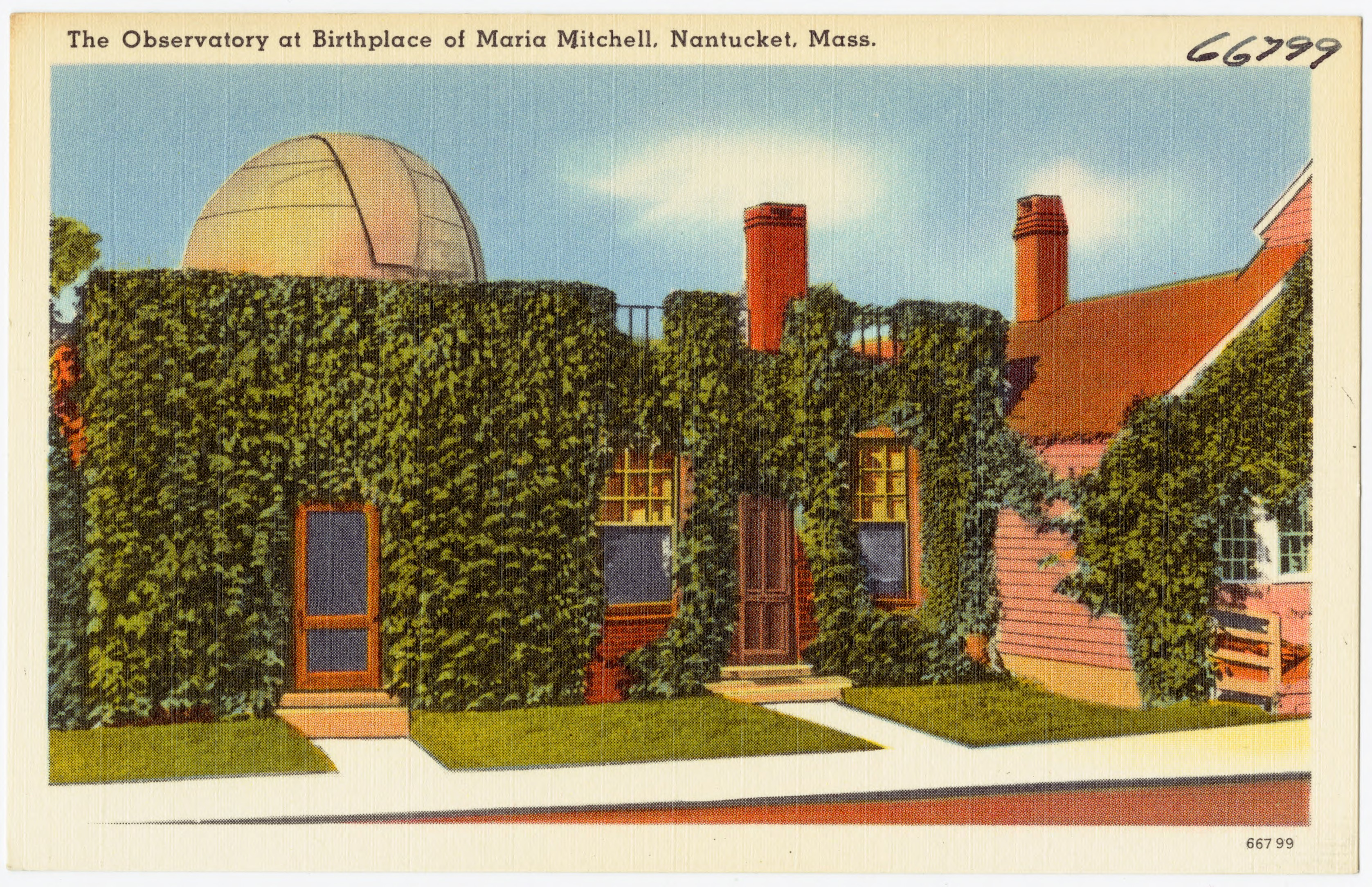
Casa natal de Maria Mitchell, junto al observatorio.

El Observatorio Maria Mitchell (nombre original en inglés: Maria Mitchell Observatory) está ubicado en Nantucket (Massachusetts), Estados Unidos. Se fundó en 1908 y recibió este nombre en honor a Maria Mitchell, la primera astrónoma estadounidense. Es un activo importante de la Asociación Maria Mitchell. El Observatorio consiste en realidad en dos observatorios: el Observatorio Maria Mitchell (instalación principal) situado cerca del centro de Nantucket; y el Observatorio Loines, aproximadamente a un kilómetro al oeste de la ciudad. También es el depositario de una valiosa colección de más de 8000 placas fotográficas de vidrio de gran amplitud de campo (13° x 16°), que registran observaciones de grandes franjas del cielo desde 1913 hasta 1995.

## Actividades
Cuenta con amplios programas de educación e investigación pública. Durante más de 50 años, ha ofrecido pasantías de investigación de verano en astronomía y astrofísica para estudiantes de pregrado, financiadas por la Fundación Nacional para la Ciencia. La importancia de este trabajo fue reconocida con un Premio Presidencial a la Excelencia en Ciencia, Matemáticas e Ingeniería de Mentoría en 2009, otorgado por el presidente Barack Obama a la Asociación Maria Mitchell.

## Instalaciones
El observatorio de la calle Vestal tiene una cúpula y el de Loines dispone de otras dos, que alojan sus telescopios. La ubicación de la calle Vestal alberga las oficinas de investigación, así como el telescopio Plane Wave Dall-Kirkham de 17 pulgadas. Este telescopio fue instalado en 2008 después de la finalización del Observatorio Loines, que alberga el histórico refractor Alvan Clark de 7.5 pulgadas utilizado para la observación pública de las estrellas. En este lugar también se encuentra el telescopio reflector Richey-Chrétien de 24 pulgadas, más grande, instalado en 2006, que se ha hecho accesible para visitas públicas. Tanto el telescopio de 17 pulgadas como el de 24 pulgadas también se usan para investigación durante todo el año.

## Personal
Regina Jorgenson se convirtió en Directora del Observatorio Maria Mitchell en enero de 2016. Recibió su doctorado en física de la Universidad de California en San Diego, por una tesis sobre las condiciones físicas en los sistemas del tipo Lyman-alpha. Antes de convertirse en directora del Observatorio Maria Mitchell, ocupó los siguientes cargos: investigadora postdoctoral en el Instituto de Astronomía (IoA), Universidad de Cambridge, Reino Unido (2008-2011); NSF Miembro Postdoctoral en Astronomía y Astrofísica en el Instituto de Astronomía (IfA), Universidad de Hawái en Manoa (2011-2014); y profesora visitante en la Universidad Willamette de Oregón (2014-2015). En 2014 publicó con sus coautores un estudio con una estimación de la abundancia primordial de deuterio.
Exdirectores del Observatorio Maria Mitchell:
- Margaret Harwood (1912-1957)
- Dorrit Hoffleit (1957-1978)
- Emilia Belserene (1978-1991)
- Eileen Friel (1991-1996)
- Vladimir Strelnitski (1997-2013)
- Michael West (2013-2015)

El astrónomo Gary Walker es el ingeniero de telescopios del observatorio. Ingeniero aeronáutico de formación, ha pasado más de 30 años observando, construyendo telescopios y observatorios, fotografiando los cielos y realizando mediciones fotométricas de estrellas variables con cámaras CCD. Fue presidente de la American Association of Variable Star Observers (AAVSO) y actualmente ocupa el cargo de secretario de la organización.

## Lecturas relacionadas
- Hoffleit, Dorritt (2001). «Maria Mitchell Observatory — For Astronomical Research and Public Enlightenment». Journal of the American Association of Variable Star Observers 30 (1): 62-93.